# Castillo de Hambach

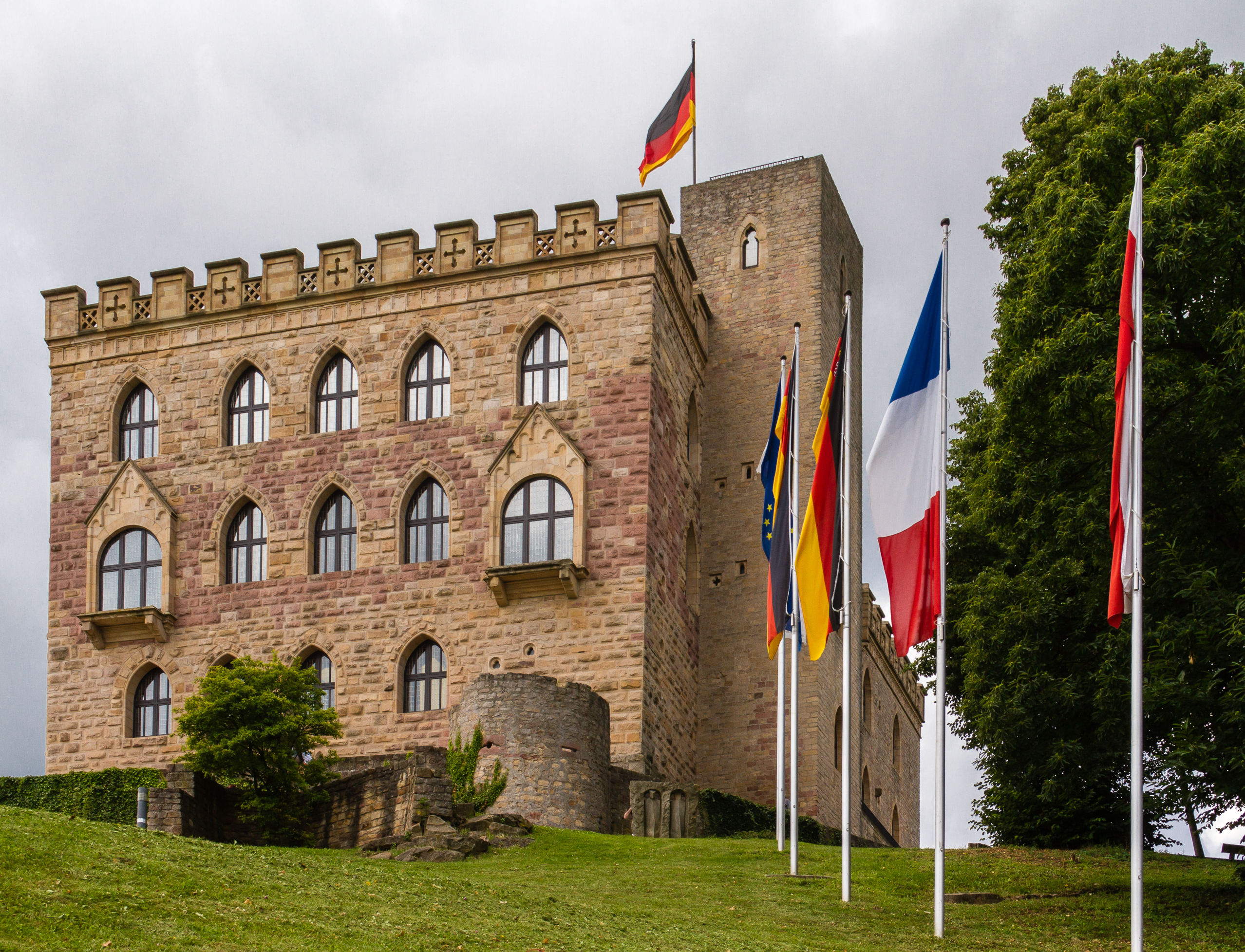
Fachada oriental del castillo.

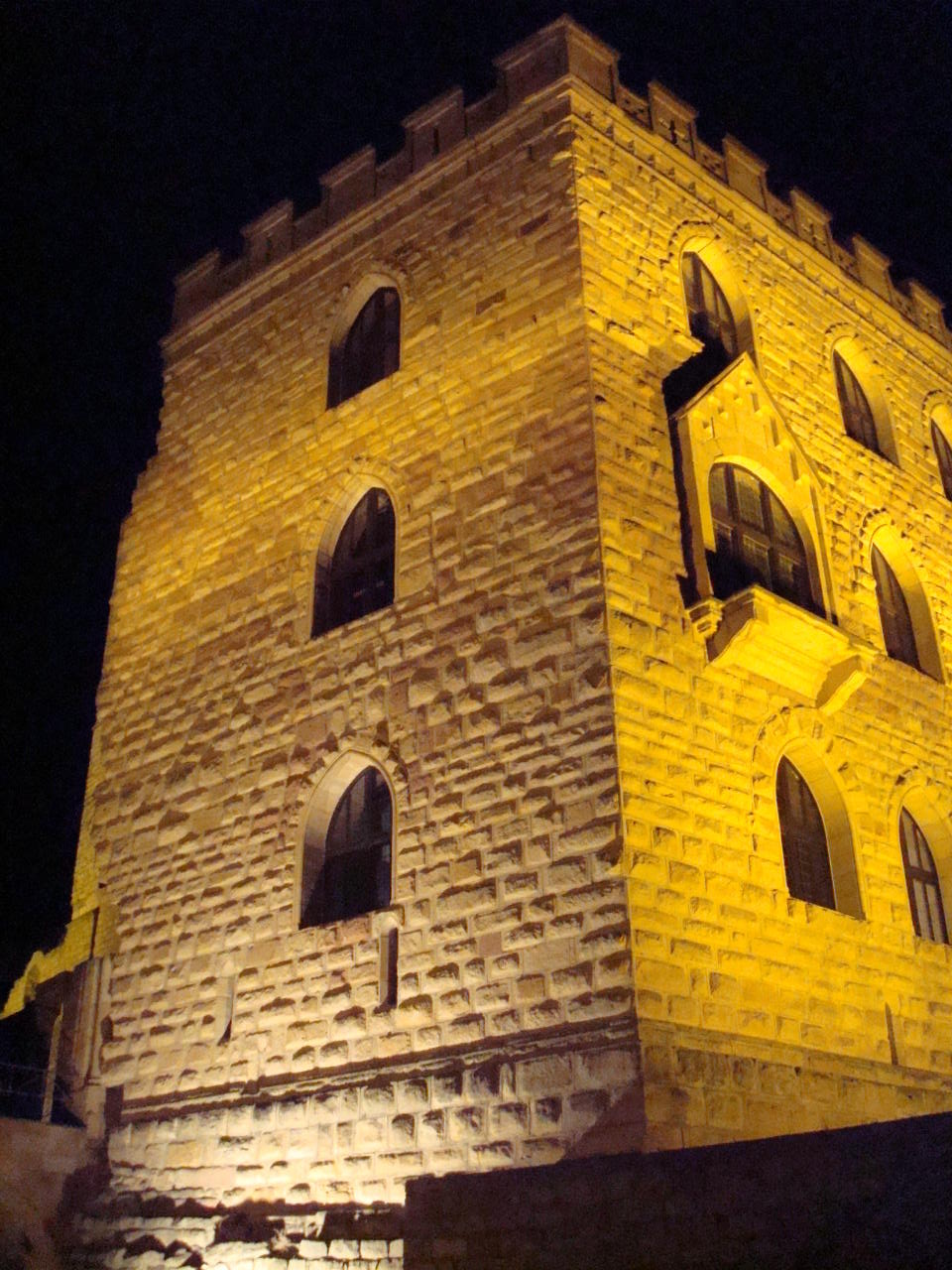
Vista nocturna del castillo

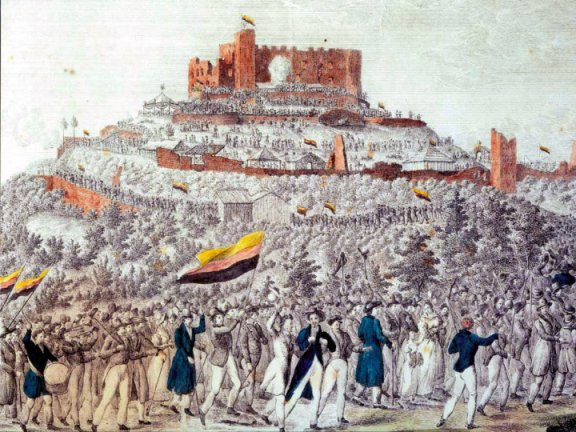
Subida al castillo en 1832 con banderas de colores oro-rojo-negro (en orden inverso a los de la actual bandera alemana).

El castillo de Hambach (en alemán: Hambacher Schloss, pronunciado /ˈhambaxɐ ʃlɔs/), anteriormente conocido como castillo de Kästenburg y popularmente como castillo de Maxburg, se halla cerca de la localidad de Neustadt an der Weinstraße, en Renania-Palatinado, Alemania. Se le considera uno de los símbolos del movimiento democrático alemán contra la nobleza por haberse celebrado aquí la Fiesta de Hambach (Festival de Hambach) en 1832.

## Ubicación
El castillo se encuentra en la montaña de Schlossberg (en español "Montaña del castillo"), en los alrededores del bosque del Palatinado a una altitud de 325 metros sobre el nivel del mar. Desde su posición se pueden apreciar los viñedos de la Ruta alemana del vino (Deutsche Weinstraße).
El castillo servía para fines defensivos, pero también funcionaba como punto de peaje de las rutas comerciales y de la ruta de peregrinación hacia Santiago de Compostela.

## Historia anterior a 1832

### Edificios anteriores
Descubrimientos arqueológicos prueban que la zona en la que se levanta el edificio fue utilizada durante el final del periodo imperial romano. En los últimos tiempos de la Dinastía Carolingia y de la Dinastía Sajona se erigió aquí un castillo que servía de refugio. Todavía quedan vestigios de éste.

### Castillo de Kästenburg
(En el dialecto del palatinado significa "Castillo de las castañas")
Probablemente fue en la primera mitad del siglo XI cuando se levantó un nuevo castillo dentro de esta zona.
Coge su nombre de los bosques de castaños de los alrededores. Se sabe poco sobre los  primeros tiempos. Se especula sobre si fue erigido como castillo Iimperial (Reichsburg) o sobre si fue el lugar desde el cual el emperador Enrique IV comenzó su Peregrinación de Canossa (Humillación de Canossa). La única certeza existente sobre esta época es que entre 1090 y 1104, el obispo Juan I de Espira lo donó junto con el Castillo de Meistersel al Obispado de Espira, que se mantuvo como propietario hasta finales del siglo XVIII.
El lugar fue uno de los más importantes para el Obispado de Espira hacia el final de la Edad Media. Esto se demuestra por el hecho de que fue residencia para muchos obispos a partir del año 1180.
Pese a esto, los primeros encargados de la defensa del castillo fueron conocidos como Ministeriales y no como comisionados de la Iglesia, especialmente el primero, Burkhard de Kästenburg, que estuvo probablemente al servicio imperial desde 1154 hasta 1186.

### Proyectos de construcción
Principalmente a lo largo del siglo XIII se sucedieron importantes proyectos. Nicolás I fue consagrado Obispo de Espira en la capilla del castillo el 12 de julio de 1388. Nuevas edificaciones se erigieron hacia el final del siglo XIV y segunda mitad del XV a cargo de los obispos Nicolás I y Matías I. El castillo fue la residencia del Archivo Episcopal a finales del siglo XIV.
Posteriormente el castillo de Kästenburg perdió relevancia. Un inventario de la época muestra todavía la fortificación adecuadamente equipada.

### Destrucción
Durante la Guerra de los campesinos alemanes en 1525, el castillo fue ocupado y saqueado pero no destruido por la horda campesina de Nußdorf.
En 1552 fue conquistado e incendiado por tropas del margrave y caudillo mercenario Alberto Alcibíades de Brandeburgo, a quien se le denegó un tributo de 150 000 florines.
El Obispo Marquard de Espira, que estuvo en el cargo entre 1560 y 1581, solamente realizó una restauración parcial de los edificios residenciales.
La antigua fortificación no fue dañada durante la Guerra de los Treinta Años, pero durante la Guerra de los Nueve Años, en septiembre de 1688, soldados franceses destruyeron el antiguo castillo abandonado.
Una vez más, fue restaurado parcialmente entre los años 1701 y 1703.
En 1797, el castillo se declaró propiedad del gobierno francés. En 1816, tras el Congreso de Viena, el lugar pasó a ser propiedad del Reino de Baviera.
Poco después, los ciudadanos de Neustadt ofrecieron el lugar al Rey de Baviera Maximiliano II como regalo de boda. En consecuencia, el castillo es también llamado coloquialmente "Maxburg".
En 1844, Baviera comenzó a reconstruir el castillo en estilo neogótico.

## 1832: Fiesta de Hambach (Festival de Hambach)
Artículo principal: Festival de Hambach
En el contexto de la Fiesta de Hambach (Festival de Hambach) de 1832, el por entonces castillo en ruinas fue el lugar en el que el pueblo del Palatinado mostró su descontento frente a las medidas represivas de la administración bávara que regía desde 1816. La administración había restringido importantes derechos que se habían conseguido previamente gracias a las tropas revolucionarias francesas (que estuvieron a cargo de la zona en el período que va entre 1797 y 1815).
Desde la Fiesta de Hambach, el castillo de Hambach ha sido considerado como símbolo de democracia.

## El castillo de Hambach en la actualidad
Antes del 150 aniversario de la Fiesta de Hambach, que tuvo lugar el año 1982, el castillo fue completamente restaurado. Se invirtió para ello el equivalente a seis millones de euros.
Durante una posterior renovación previa al 175 aniversario, que se celebró en 2007, el lugar estuvo cerrado al público durante un año.
En la actualidad, es un museo y centro de convenciones que acoge a alrededor de 200 000 visitantes cada año. A lo largo del año tienen lugar recepciones y eventos del estado federado de Renania-Palatinado, del Distrito de Bad Dürkheim y de la ciudad de Neustadt an der Weinstraße.
Un invitado de importancia fue el presidente norteamericano Ronald Reagan, quien estuvo allí en mayo de 1982.
Así mismo, cada uno de los presidentes de Alemania, que acuden la primera vez a Renania-Palatinado, acostumbran a comenzar la visita acercándose a este lugar histórico.
Desde 1969 la estructura fue propiedad del Distrito de Bad Dürkheim. En 2002 pasó a formar parte de una entidad sin ánimo de lucro, cuyos propietarios son el estado federado de Renania-Palatinado, el Bezirksverband Pfalz, el Distrito de Bad Dürkheim y la ciudad de Neustadt an der Weinstraße. Esta organización sin ánimo de lucro está financiada por la República Federal de Alemania.
- Datos: Q523286
- Multimedia: Hambacher Schloss / Q523286